# Congregações Reformadas Antigas na Holanda
As Congregações Reformadas Antigas na Holanda  (em Holandês: Oud Gereformeerde Gemeenten in Nederland) formam uma denominação reformada na Holanda, desde 1948, quando as Congregações Reformadas Antigas e Federação das Congregações Reformadas Antigas se uniram.

## História
Em 1869, a maior parte da Igreja Reformada sob a Cruz (IRC) e as Congregações Cristãs Separadas se uniram para formar as Igrejas Cristãs Reformadas na Holanda (ICRH). 
Parte da IRC recusou a fusão e deu continuidade à denominação até 1907. Neste ano, o restante da IRC se uniu às Congregações Ledeborianas para formar as atuais Congregações Reformadas. 
Dois grupos de igrejas da IRC também recusaram a segunda fusão e formaram novas denominações. O primeiro grupo formou, em 1907, as Congregações Reformadas Antigas (CRA). 
Em 1922, outro grupo de igrejas que ficou fora das fusões formou a Federação das Congregações Reformadas Antigas (FCRA). 
Em 1948, as CRA e a FCRA se uniram e formaram as atuais Congregações Reformadas Antigas na Holanda (CRAH). 
A denominação cresceu e se espalhou por toda a Holanda. Em 2000, era formada por 63 igrejas e cerca de 18.500 membros.

## Doutrina
A denominação subscreve as Três Formas da Unidade (Confissão Belga, Catecismo de Heidelberg e Cânones de Dort).